# جيمي سميث (لاعب كرة قدم)
جيمي سميث (بالإنجليزية: Jimmy Smith)‏ (24 سبتمبر 1911 في المملكة المتحدة - 3 ديسمبر 2003) هو لاعب كرة قدم بريطاني (وحمل سابقاً جنسية المملكة المتحدة لبريطانيا العظمى وأيرلندا) في مركز الهجوم. شارك مع منتخب اسكتلندا لكرة القدم. أما مع النوادي، فقد لعب مع نادي رينجرز ونادي ستيرلينغشير الشرقية ورابطة كرة القدم الاسكتلندية الحادية عشر ‏.

## وصلات خارجية
- جيمس سميث على موقع الاتحاد الإسكتلندي (الإنجليزية)
- جيمس سميث على موقع قاعدة بيانات كرة القدم.إي يو (الإنجليزية)